# Вор из казармы
«Вор из казармы» — повесть американского писателя Тобиаса Вулфа, впервые опубликованная в 1984 году. История повествует о парашютистах, проходящих подготовку во время войны во Вьетнаме.
За основу взяты воспоминания Вульфа «В Войске фараона: Воспоминания о проигранной войне» (1994)
Автор прошел подготовку в качестве парашютиста и служил во Вьетнаме.

## Сюжет
В Форт-Брэгге, Северная Каролина, трое недавних выпускников парашютно-десантной подготовки временно прикомандированы к воздушно-десантной пехотной роте, ожидая приказа отправки во Вьетнам. Поскольку большинство мужчин в роте уже воевали во Вьетнаме, к трем новичкам относятся как к чужакам и игнорируют их. Когда из казармы обнаруживают пропажу денег и личного имущества, подозрение падает на трех новичков. Повествовательная структура книги содержит несколько смен тона и точки зрения по мере развития истории.

## Награды
В 1985 году повесть «Вор из казармы» получила премию ПЕН-клуба/Фолкнера за художественную литературу.